# محمد خليف
محمد خليف لاعب ريشة سوري.

## النشأة
ولد محمد خليف في محافظة الرقة شمال سورية عام 1991.
تعلم محمد خليف الريشة الطائرة على يد والده الذي اصطحبه معه إلى الصالة الرياضية في الرقة في عمر مبكر لتبدأ حكاية و أحلام محمد خليف في هذه اللعبة ومع الرياضة بشكل عام و بالرغم من قلة الإمكانيات في الرقة إلا أن أحلام محمد لم تقتصر على سورية فقط بل كان يحلم بالعالمية ليبدأ محمد بتحقيق بطولات الجمهورية للفئات العمرية و تحقيق إنجازات في دوري الدرجة الأولى مع نادي شبيبة الرقة ليتم دعوته لمنتخب سورية لأول مرة في عام 2005 للمشاركة ببطولة آسيا في ماليزيا ليحرز مع زملائه المركز الخامس للفرق وهذا أفضل انجاز قاري للريشة السورية في تاريخها وهنا بدأت مسيرة محمد خليف الدولية.

## الإنجازات والحياة الرياضية
لفت محمد الأنظار بالريشة السورية منذ صغر سنه بسبب طريقة لعبه المميزة وهذا ما جعل معظم المدربين الأجانب الذين أشرفوا على تدريب منتخبات سورية الاهتمام بمحمد ففي معسكر الإتحاد الدولي للريشة الطائرة في بلغاريا كان محمد الأصغر من حيث العمر ورغم صغر سنه حل في المركز الثالث ليستدعيه الإتحاد الدولي للريشة الطائرة للمعسكر الخاص باللاعبين المميزين في العالم في ألمانيا كذلك وصفه المدرب الماليزي سام بأن محمد هو حلم سورية الأولمبي وإذا أرادت سورية الحصول على إنجاز عالمي لابد من إرسال محمد إلى ماليزيا وهذا ما تم فعلا فقد دعاه رئيس لجنة التطوير و التأهيل في الإتحاد الآسيوي لإقامة معسكر سنوي في ماليزيا ولكن الاتحاد السوري الرياضي العام رفض بسبب الخلافات مع إتحاد الريشة السوري حارمين محمد وسورية من ميدالية عالمية متوقعة.

### الميداليات
1 - بطولة غرب آسيا للفرق في البحرين (2006) 1 ميدالية فضية.
2- المشاركة في معسكر للاتحاد الدولي للريشة الطائرة بلغاريا (2007) 1 ميدالية برونزية.
3- البطولة العربية للناشئين والشباب في سوريا (2007) 3 ميداليات ذهبية و ميدالية برونزية.
4- الدورة العربية للمدارس في الأردن (2008) 2 ميدالية ذهبية و 1 ميدالية فضية.
5- بطولة سورية الدولية (2008) 1 ميدالية برونزية.
6- البطولة العربية للشباب والشابات سوريا (2009) 2 ميدالية ذهبية و 2 ميدالية برونزية.
7- الدورة العربية للجامعات مصر (2010) 1 ميدالية فضية.
8- بطولة كأس العرب للرجال الأردن 2011  1 ميدالية ذهبية.
ومع بداية الثورة السورية اضطر محمد خليف للتوقف عن اللعب لمنتخب سورية رافضا كل الدعوات من منتخب سورية تضامنا مع الشعب السوري الحر و رفضا لممارسات نظام الأسد المجرم بحق الشعب السوري و في عام 2019 و أثناء مباحثات محمد خليف مع اللجنة الأولمبية الدولية واللجنة الأولمبية التركية للمشاركة ضمن فريق اللاجئين الأولمبي في أولمبياد طوكيو 2020 كانت ميداليات محمد كافية ولكنها قديمة بسبب تركه للمنافسات الدولية منذ عام 2011 مما أوجب عليه المشاركة تحت علم سورية إن أراد المشاركة في بطولة جديدة، وهذا ما رفضه محمد رفضا قاطعا مفضلا عدم المشاركة بالأولمبياد.

## الحياة العلمية
بدأ محمد خليف دراسته في مدرسة الوليد بن عبد الملك في الرقة لينهي فيها مرحلتي التعليم الإبتدائي والإعدادي ثم ليدرس في ثانوية هارون الرشيد في الرقة ولكن بسبب التزامه مع المنتخب والنادي اضطر محمد لدراسة الثانوية بشكل حر ليحصل على شهادة الثانوية العامة الفرع الأدبي عام 2008 و في نفس العام التحق محمد بكلية التربية الرياضية في جامعة حمص فرع حماة، التي تخرج منها عام 2012. وبعد تحرير الرقة في عام 2013 لم يغادر محمد وعائلته الرقة وكان من الذين ساهموا بإعادة افتتاح جامعة الفرات فرع الرقة لتستمر العملية التعليمية في الرقة المحررة بشكل كامل وبدأ بتدريس مادة التربية الرياضية والأنشطة الحركية بكلية التربية معلم صف ورياض أطفال و برنامج تعميق تأهيل المعلمين التابع لكلية التربية ليكون محمد حينها من أصغر مدرسين الجامعات في تاريخ سورية. وبعد سيطرة داعش على الرقة تم اعتقال محمد بسبب تأييده للثورة ورفض تأييد داعش مما عرضه لأشد أنواع التعذيب و بعد خروجه من المعتقل وبسبب مضايقات داعش المستمرة  و مع إغلاق الجامعة بالرقة اضطر محمد خليف للهجرة إلى تركية التي عمل فيها مدرسا لمادة التربية الرياضية في برنامج التعليم التابع لليونيسيف ومدربا للريشة الطائرة.[بحاجة لمصدر]

### الماجستير و الدكتوراه
لم تتوقف حياة محمد خليف العلمية عند كلية التربية الرياضية ليبدأ بدراسة الماجستير بعلوم إدارة الرياضة في جامعة أنقرة ومن بعد تخرجه منها بدأ بدراسة الدكتوراه بعلوم إدارة الرياضة في جامعة الجمهورية في مدينة سيواس التركية.[بحاجة لمصدر]

### الأبحاث الأكاديمية
تركزت معظم أبحاث محمد خليف العلمية والأكاديمية حول إدارة الرياضة بشكل عام و السورية بشكل خاص و اللاجئين السوريين في تركية و في أوربا و خصيصا المرأة والأطفال وأهمية الرياضة في عملية الاندماج الاجتماعي.

## مقتل عائلته خلال الحرب
في عام 2017 قصف منزل عائلته في الرقة وهو ما أدى إلى مقتل والده ومدربه اسماعيل خليف ووالدته منال أبو البواكير و أختيه فاطمة ومروة لاعبتي الريشة. أيضا أصيب أخوه أحمد لاعب الريشة هو الآخر بجروح خطيرة وتشوه شبه كامل، مما جعل حياة محمد تتأثر بشكل كبير وآثر عدم التواصل سوى مع الأصدقاء المقربين وبعض الأقارب حتى أنه رفض العمل مع الإتحاد التركي للريشة الطائرة في عام 2018 وفضل البقاء بعيدا عن الأضواء والتركيز على علاج أخيه حتى استعاد عافيته.[بحاجة لمصدر]